# Kozłówki (województwo łódzkie)
Kozłówki – wieś w Polsce położona w województwie łódzkim, w powiecie bełchatowskim, w gminie Szczerców. Miejscowość wchodzi w skład sołectwa Brzezie.
W latach 1975–1998 miejscowość administracyjnie należała do województwa piotrkowskiego.